# Ёда (река, впадает в Кубенское озеро)
Ёда — река в Вологодской области России.
Протекает по территории Усть-Кубинского и Вологодского районов. Впадает в Кубенское озеро. Длина реки составляет 21 км. Населённых пунктов на реке нет.

## Данные водного реестра
По данным государственного водного реестра России относится к Двинско-Печорскому бассейновому округу, водохозяйственный участок реки — озеро Кубенское и реки Сухона от истока до Кубенского гидроузла, речной подбассейн реки — Сухона. Речной бассейн реки — Северная Двина.
Код объекта в государственном водном реестре — 03020100112103000005160.